# Dasyhelea tessicola
Dasyhelea tessicola är en tvåvingeart som beskrevs av Remm 1972. Dasyhelea tessicola ingår i släktet Dasyhelea och familjen svidknott. Inga underarter finns listade i Catalogue of Life.